# Caladenia bartlettii
Caladenia bartlettii är en orkidéart som först beskrevs av Edwin Daniel Hatch, och fick sitt nu gällande namn av D.L.Jones, Molloy och Mark Alwin Clements. Caladenia bartlettii ingår i släktet Caladenia och familjen orkidéer. Inga underarter finns listade i Catalogue of Life.